# 제1대 패스필드 남작 시드니 웹

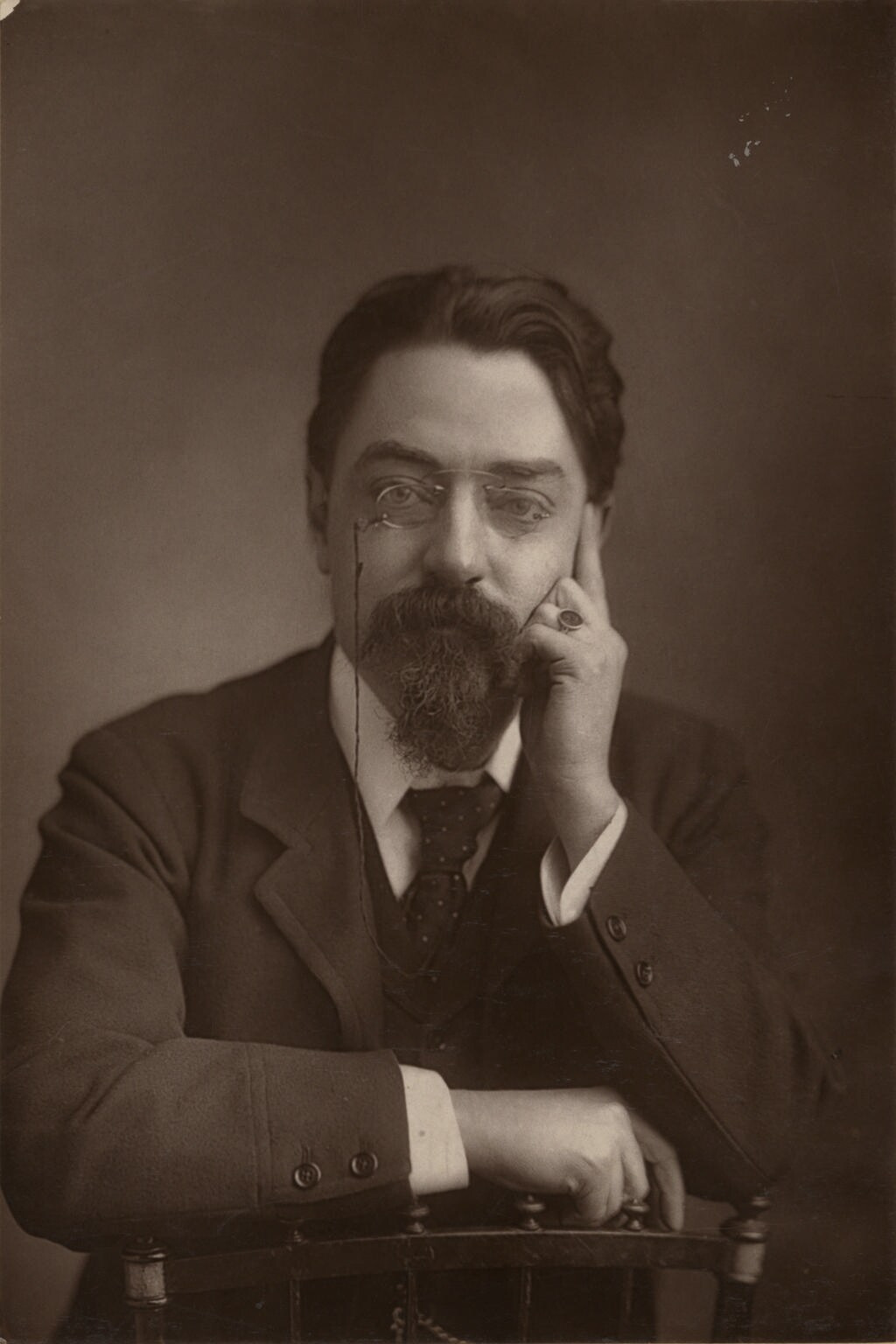
시드니 웹

제1대 패스필드 남작 시드니 제임스 웹(Sidney James Webb, 1st Baron Passfield, OM, PC, 1859년 7월 13일 ~ 1947년 10월 13일)은 영국의 사회학자 겸 경제학자, 정치인이다. 페이비언 협회의 초기 회원으로, 동료 사회학자 비어트리스 웹와 결혼해 그녀와 함께 《The History of Trade Unionism》을 저술한 것을 시작으로 영국 노동조합법 제정에 힘썼다. 1895년 베아트리스, 그레이엄 월러스(Graham Wallas), 조지 버나드 쇼와 함께 런던 정치경제대학교를 설립했다.
1922년 노동당 의장(Chairmen of the Annual Conference of the Labour Party)을 맡았으며 1924년 제1차 노동당 내각에서 상무부 장관(President of the Board of Trade)을, 제2차 내각에서는 자치부와 식민부의 장관을 지냈다.

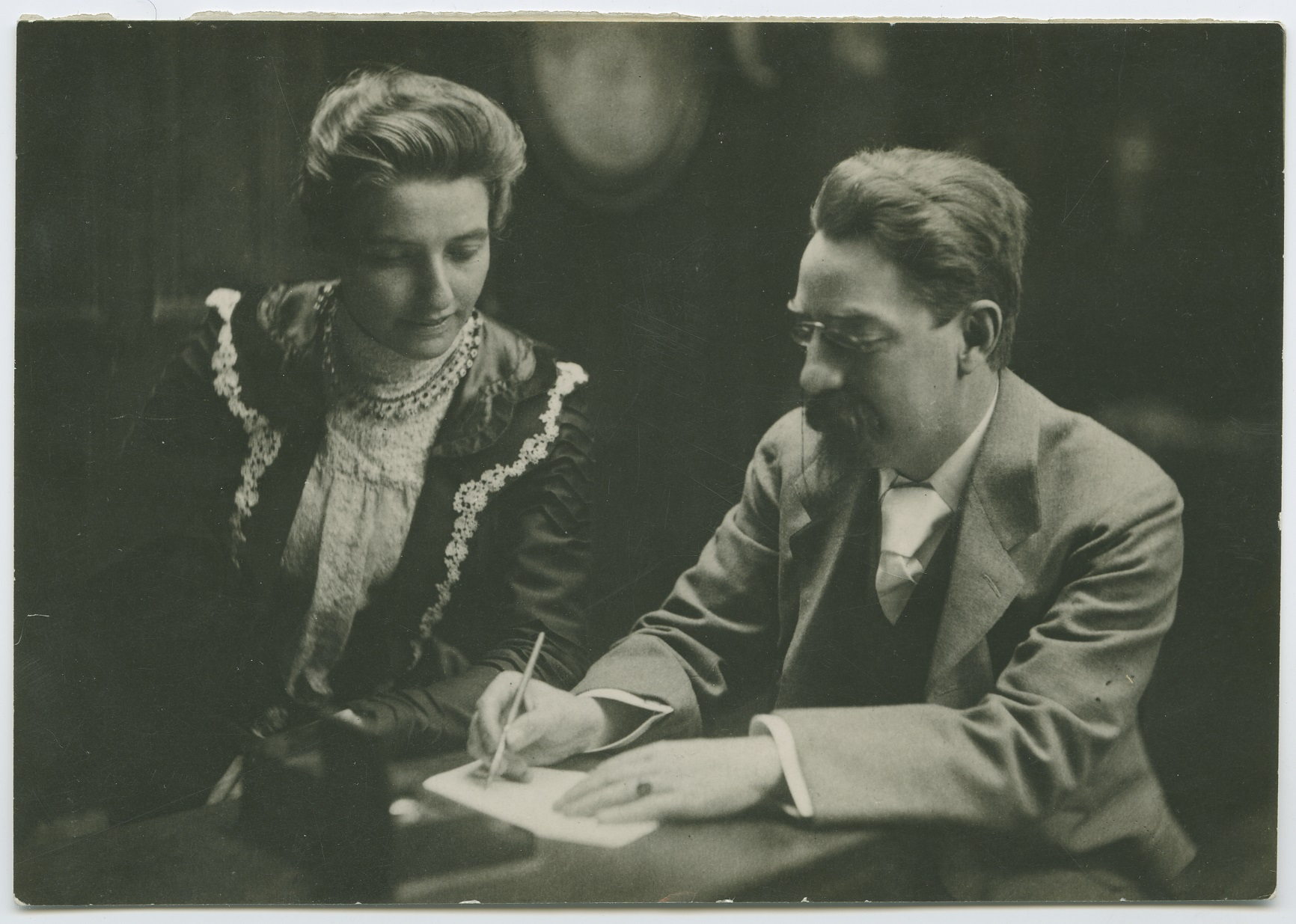
시드니와 베아트리스 부부의 모습 (1895년경)

## 서훈
- 1929년 남작 서임(1st Baron Passfield)
- 1944년 메리트 훈장(Order of Merit; OM)[1]

## 참고 문헌

### 내용주
1. ↑  결혼 전 성씨는 포터(Potter).

### 참조주
1. ↑  “Supplement to The London Gazette: 1944 Birthday Honours”. 《The Gazette》 (영어) (런던) (36544): 2568. 1944년 6월 2일.